# James Vernon (1677–1756)
James Vernon Młodszy (ur. 15 czerwca 1677 w hrabstwie Suffolk,  zm. 17 kwietnia 1756) – brytyjski dyplomata.
Jego ojcem był James Vernon (1646-1727) – brytyjski polityk i dyplomata.
James Vernon Młodszy był w latach 1702–1707 posłem brytyjskim (envoy) w Kopenhadze, a potem posłem do Saksonii i Augusta II.